# جاك شاركي
جاك شاركي (بالإنجليزية: Jack Sharkey)‏ مواليد 26 أكتوبر 1902 في بينغامتون - الوفاة 17 أغسطس 1994 في بيفرلي، كان ملاكم أمريكي سابق صنّف ضمن فئة الوزن الثقيل. حقق بطولة رابطة الملاكمة العالمية.

## إحصائيات
خاض خلال مسيرته 55 نزالا، فاز في 38 وتعادل في 3 وخسر في 14. فاز بالضربة القاضية في 13 نزالا.

## روابط خارجية
- جاك شاركي على موقع IMDb (الإنجليزية)
- جاك شاركي على موقع الموسوعة البريطانية (الإنجليزية)
- جاك شاركي على موقع قاعدة بيانات برودواي على الإنترنت (الإنجليزية)
- جاك شاركي على موقع بوكس ريك (الإنجليزية) (registration required)